# Василевич, Юлия Владиславовна
Ю́лия Владисла́вовна Василе́вич (бел. Юлія Уладзіславаўна Васілевіч; род. 21 июня 2001, Балхаш, Казахстан) — белорусская баскетболистка, выступающая на позиции разыгрывающего защитника за московское «Динамо».

## Карьера
Родилась 21 июня 2001 года в городе Балхаше, Казахстан. В детстве четыре года занималась плаванием. В четвёртом классе начала заниматься баскетболом в белорусском Гродно под руководством Александра Шимковяка и Виктории Дацун. Первый тренер — Александра Александровна Шимковяк. Училась в областном училище олимпийского резерва. Выступала в составе гродненских «Виктории» и «Олимпии». В августе 2021 года пополнила состав столичного «Горизонта».
Признана лучшим молодым игроком Кубка Беларуси-2019 и 2020, лучшим игроком и лучшей защитницей Кубка Беларуси-2022, лучшей защитницей чемпионата Белоруссии сезона 2022/2023 года. В июне 2023 года перешла в московское «Динамо».

### В сборной
Принимала участие на чемпионах Европы среди девушек до 16 лет в 2016 и 2017 годах. В 2017 году представляла Белоруссию на Европейском юношеском Олимпийском фестивале. В 2018 году играла в составе сборной на чемпионате мира среди девушек до 17 лет. В 2019 году принимала участие в чемпионате Европы среди девушек до 18 лет, в рамках которого выходила на площадку во всех семи играх.
В 2021 году дебютировала в национальной команде, сыграв в трёх играх квалификационного раунда чемпионата Европы против Польши и Великобритании и в одной игре на самом первенстве против сборной Швеции.

## Достижения
- Чемпионка Беларуси: 2021/2022, 2022/2023.
- Серебряный призер чемпионата Беларуси: 2018/2019.
- Бронзовый призер чемпионата Беларуси: 2019/2020, 2020/2021.
- Обладатель Кубка Беларуси: 2021, 2022.